# 부메랑 (1947년 영화)
부메랑(Boomerang!)은 미국에서 제작된 엘리아 카잔 감독의 1947년 영화이다. 데이나 앤드루스 등이 주연으로 출연하였다.

## 출연

### 주연
- 데이나 앤드루스
- 제인 와이어트
- 리J.콥

### 조연
- 카라 윌리엄스
- 아서 케네디
- 샘 레빈
- 테일러 홈스
- 로버트 케이스
- 에드 베글리
- 칼 말든
- 배리 켈리
- 필립 쿨리즈

## 제작진
- 미술: 체스터 고어
- 미술: 리처드 데이
- 의상: 케이 넬슨